# 경직성 (심리학)
심리학에서 말하는 경직성(rigidity) 또는 정신적 경직성(mental rigidity)은 타인의 관점이나 정서를 강하게 인정하지 못하거나 제대로 인식하고 알아차리기를 거부하는 것, 그리고 보속(perseverate) 행동을 보이는 것을 말한다. 그것은 한 번 개발한 습관을 바꾸거나 개념 및 태도를 고치지 못하는 것이다.
경직성과 관련한 특정한 사례는 기능적 고착(functional fixedness)이 있다. 이는 익숙한 대상(object)을 새롭게 사용하는 법을 인지하기 힘든 것을 말한다.

## 역사
경직성은 인간의 인지에 있어 고대로부터 생각해 온 부분이다. 경직성에 관한 체계적인 연구는 19세기 말에서 20세기 초의 독일의 게슈탈트 심리학(Gestalt psychology) 연구자 막스 베르트하이머(Max Wertheimer), 볼프강 쾰러(Wolfgang Köhler), 쿠르트 코프카(Kurt Koffka) 등에서부터 시작되었다. 경직성에 관한 개념적 접근의 초기 단계에선, "한쪽은 경직된, 다른 한 쪽은 유연한이라는 곳에 이르는 일차원적 연속체(a unidimensional continuum ranging from rigid at one end to flexible at the other)"로 다뤄진다. 이 개념은 1800년대로 거슬러 올라가며, 이후에는 찰스 스피어먼(Charles Spearman)이 정의하였다. 스피어먼은 이를 정신적 타성(mental inertia)이라 하였다. 1960년 이전, 경직성의 정의는 불안정하였다. 일례로 쿠르트 골드슈타인(Kurt Goldstein)은 "부적절한 방식으로 수행하는 현재의 방식에 대한 고수(adherence to a present performance in an inadequate way)"이라고 하였다. 밀튼 로키치(Milton Rokeach)는 "객관적 조건이 요구할 때에도 자신의 세트를 바꾸는 것의 불능([the] inability to change one's set when the objective conditions demand it)"이라 하였다. 다른 학자는 경직성을 쉽게 정의하는 단계로 단순화하였다. 일반적으로, 정신적 혹은 행동적 세트의 동일시에 따라 입증된다고 알려져 있다.
레윈(Lewin)과 코우닌(Kounin) 역시 게슈탈트적 관점에서 인지적 경직성(cognitive rigidity) 개념을 제안하였는데, 이를 레윈-코우닌 공식(Lewin-Kounin formulation)이라 한다. 이를 이용하여 유연하지 못하고 반복되며 변하지 않는 지적 장애(intellectual disability) 환자의 특정 행동을 설명하려 하였다. 이들의 이론에서는 그것이 "경직성(stiffness)" 혹은 행동에 영향을 주는 개인내 영역(inner-personal regions) 간의 불투과성(impermeability)이 큰 것으로 발생한다고 본다. 특히 경직성은 아이들 간의 판별 정도에 관한 레윈의 관점으로 탐색되었다. 그는 지능 장애 아동이 자신의 정신적 체계 내에서의 역동 재배치(dynamic rearrangement) 능력이 더 적기 때문에 일반 아동과 구분될 수 있다고 상정하였다.

## 멘탈셋
멘탈셋(mental set)은 사람이 이전 경험으로 인하여 특정 장식으로 행동하거나 믿는 것을 보이는 경직성의 한 형태를 대표한다. 그것은 어떻게 사람이 모든 가능한 정보를 고려하지 않고 문제를 해결해야 하는지에 관한 가정을 세우도록 하는 인지적 편향(cognitive bias)의 한 형태이다. 이 반대말은 인지적 유연성(cognitive flexibility)이다. 이러한 멘탈 세트들은 그것을 소유한 이들이 항상 의식적으로 인식하고 있는 것은 아니다. 흔히 심리학에서 멘탈 세트는 문제 해결 과정에서 검증되며, 특정 멘탈 세트에서 탈피하여 통찰(insight)의 체계화로 가는 과정에 중점을 둔다. 성공적인 문제 해결을 위하여 멘탈 세트를 파괴하는 것에는 다음 세 가지 단계가 있다.
a) 고정된 방식으로 문제를 해결하려는 경향(tendency to solve a problem in a fixed way)

b) 이전 경험에서 얻은 방식으로 문제를 해결하려 하지만 성공하지 못함(unsuccessfully solving a problem using methods suggested by prior experience)

c) 문제 해결은 다른 방식이 필요하다는 깨달음 인지(realizing that the solution requires different methods)
작업 기억(working memory)과 인지적 억제(Cognitive inhibition)의 상호 작용과 같은 높은 수준의 집행 기능(executive function)의 구성요소들은 여러 상황에 대응하는 멘탈 세트로의 전환을 잘 하는데 필수적이다. 사람마다 멘탈 세트의 차이는 크며, 한 연구에서는 반응 시간 테스트에서 개인의 반응에 관한 경고성 짙고 위험한 여러 전략들을 배출하였다.

## 원인
경직성은 학습된 행동 특성(behavioral trait)이다. 예를 들어, 같은 형태의 행동을 보여주는 부모, 상사, 선생님을 갖는 경우에 그렁 행동 특성은 학습된다. 또한 경직성은 유전적 요소가 있으며 자폐증(autism)과도 관련 있다.

## 단계
경직성은 심각성에 있어 세 가지 다른 주요 "단계(stages)"가 있으나, 더 다른 단계로 가려 하지는 않는다. 제1단계는 자기 방식을 고집하고 다른 것에는 마음을 닫게 하는 엄격한 지각(strict perception)이다. 제2단계는 자아(the ego) 방어의 동기(motive)이다. 제3단계는 성격(personality)의 일부분으로, 그 사람의 지각(perception), 인지(cognition), 사회적 상호작용(social interaction)에서 경직성을 볼 수 있다.

## 특성
경직성과 함께 발생하는 특성은 다음과 같다.

### 외면화 행동 수반
다음의 외적 행동(external behavior)을 보일 수 있다.
- 끈질기게 반복적인 행동(보속증)
- 충족되지 못한 기대로 인한 어려움
- 완벽주의
- 충동(compulsion) (강박 장애)

### 내면화 행동 수반
내면화 행동(Internalizing behavior)은 다음과 같다.
- 완벽주의
- 강박(obsession) (강박 장애)

## 관련 증상

### 인지적 폐쇄
정신적 경직성은 인지적 폐쇄(cognitive closure)에 대한 높은 요구를 특성으로 하기도 하는데, 이는 설명에 대하여 '이것은 진실이다'라는 결정을 조급하게 내려서, 불화의 해결이 진실의 발견만큼 안심시킨다는 것을 알아낸다는 것이다. 그러면, 만약 그것이 불확실성을 상기시킨다면, 무의식적으로 발생한 오귀인(misattributuion, 원인을 잘못 찾아냄)을 수정할 이유는 거의 없는 것이다.

### 자폐
인지적 경직성은 자폐 스펙트럼 장애(autism spectrum disorder, ASD)의 한 특징이다. 여기에는 광범위 자폐 표현형(Broader Autism Phenotype)이 포함되어 있다. 이는 여러 자폐 특성이 아직 장애로 가지 않은 단계이다. 이는 경직성이 단일한 특성이 아닌 여러 관련 특성과 함께 나타난다는 것을 보여주는 일례이다.

## 효과

### 민족중심주의
경직성은 민족중심주의(ethnocentrism)의 원인이 되기도 한다. 한 연구에서, 밀튼 로키치는 인지과학자들이 말하는 "물병 문제(the water jar problem)"를 주어지기 전에, 캘리포니아 민족중심주의 척도(California Ethnocentrism Scale)를 미국 대학생을 대상으로 사용하고 어린이를 대상으로 캘리포니아 태도 척도(California Attitude Scale)를 사용하여, 심리적 경직성과 민족중심주의의 관련성을 시험하였다. 이 문제는 학생들에게 어떻게 각 문제를 해결하는지에 대한 세트 패턴을 가르친다. 민족중심주의 지수가 높은 이들은 멘탈 세트 고집 및 복잡한 사고 과정 등 경직성의 속성을 보인다.

### 미성취 결과
인지적 경직성을 보이는 이들이 자신의 엄격한 기대를 이루지 못하면, 다음의 것들이 발생할 수 있다.
- 동요(Agitation)
- 공격성(Aggression)
- 자해 행동(Self-injurious behavior)
- 우울(Depression)
- 불안(Anxiety)
- 자살가능성(Suicidality)

## 같이 보기
- 경계선 성격장애
- 자기애성 성격장애
- 셋 (심리학)